# کوثری
کوثری می‌تواند اشاره به یکی از اشخاص زیر داشته باشد:
- باران کوثری بازیگر ایرانی سینما، تئاتر و تلویزیون و فرزند رخشان بنی‌اعتماد و جهانگیر کوثری
- جهانگیر کوثری تهیه کننده، مجری، گزارشگر فوتبال و روزنامه‌نگار ایرانی
- عبدالله کوثری مترجم و شاعر ایرانی
- فریبا کوثری بازیگر ایرانی
- معصومه کوثری داستان‌نویس افغانستانی
- سید عباس کوثری داستان‌نویس، کاریکاتوریست و خبرنگار افغانستانی
- کوثری همدانی یا بزمی همدانی، شاعر نیمهٔ دوم قرن دهم هجری
- مسعود کوثری استادیار و مدیر گروه ارتباطات اجتماعی دانشگاه تهران
- محمداسماعیل کوثری نمایندهٔ دورهٔ هشتم و نهم مجلس شورای اسلامی ایران
- محمد کوثری (مداح)